# Sonja Rolén
Sonja Rolén, född Schmidt den 16 april 1896 i Kalmar, död den 18 november 1956 Adolf Fredriks församling i Stockholm, var en svensk skådespelare och sångare.
Hon var från 1916 till sin död gift med skådespelaren Artur Rolén. Makarna Rolén är begravda på Norra begravningsplatsen utanför Stockholm.

## Filmografi
- 1949 – Bara en mor
- 1949 – Janne Vängman på nya äventyr
- 1949 – Åsa-Nisse
- 1950 – När kärleken kom till byn
- 1951 – Fröken Julie
- 1952 – Åsa-Nisse på nya äventyr
- 1956 – Främlingen från skyn